# Yumenquan
Yumenquan è un nome di tre stili di arti marziali cinesi, entrambi classificabili come Nanquan, che hanno lo stesso suono ma ideogrammi e significati differenti:
- 1) Yumenquan (鱼门拳, Pugilato della Scuola del pesce) che si è originata in Xianning nella provincia di Hubei e poi trasmessa e diffusa in Jiangxi. Imita le movenze del pesce ed è molto simile al Taijiquan;
- 2) Yumenquan (余门拳, Pugilato della Scuola Yu), praticata in Sichuan. È lo stile della famiglia Yu che lo ha diffuso nella contea Jianyangxian (简阳县). Derivato dai Wuqinxi (五禽戏, il famoso Gioco dei Cinque Animali ed Uccelli), ha preso forma come scuola in epoca della dinastia Ming e ad oggi conta 11 generazioni di praticanti.[1]
- 3) Yumenquan (玉门拳, il Pugilato della Porta di Giada)[2], che viene tramandato in seno alla famiglia Yu 玉 in Guangdong. Secondo l'enciclopedia di Baidu[3] questo è un lignaggio della scuola: Yu Hengbao 玉恒宝→ Yu Guangshan玉光山→ Yu Qiyong 玉奇勇 e Yu Qigui玉奇贵.